# Nhu thuật Brasil

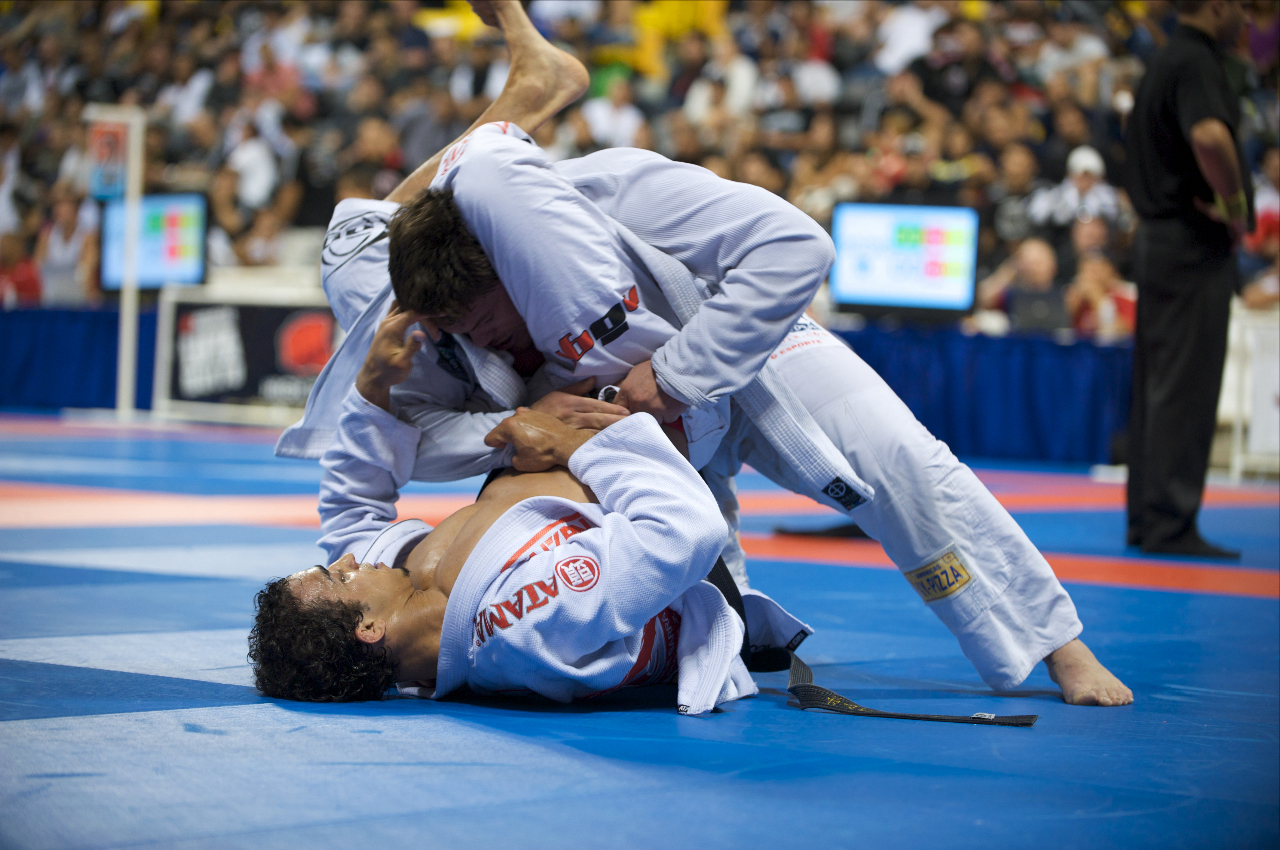
Một thế vật của Nhu thuật Brasil

Nhu thuật Brasil (hay Nhu thuật Ba Tây, tiếng Bồ Đào Nha: jiu-jitsu brasileiro) là môn võ tự vệ và môn thể thao thi đấu đối kháng thông qua hình thức ứng dụng các đòn vật và khóa tay chân ở tư thế nằm trong những cuộc thi đấu trên võ đài. Môn võ thuật này bắt nguồn từ quá trình truyền thụ võ học tại quốc gia Brasil của võ sư Judo Maeda Mitsuyo và được cải tiến từ người đệ tử Carlos Gracie, người đã kết hợp các thế võ căn bản của Nhu thuật với tinh hoa quyền thuật Brasil và sáng chế ra môn "Nhu thuật Brasil" và gia tộc Gracie đã phát triển sau này, do đó môn võ này còn được gọi là "Nhu thuật Gracie".

## Kỹ thuật

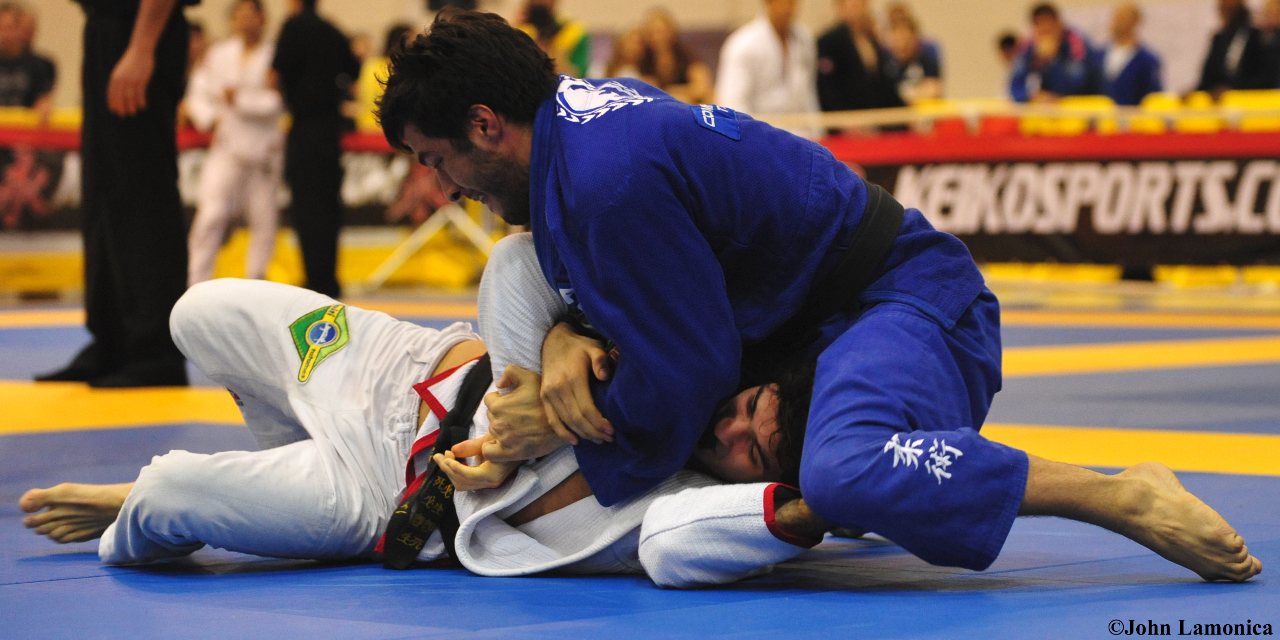
Một đòn của nhu thuật Brasil

Về mặt kỹ thuật luyện tập, môn Nhu thuật Brasil dựa trên 3 yếu tố căn bản chính: Kỹ thuật Thi Đấu, Kỹ thuật Thực Chiến và Kỹ thuật Tự Vệ.
- Kỹ thuật Thi Đấu là những động tác cơ bản của thế cận chiến chủ yếu là những đòn bẻ khớp cổ tay, cùi chỏ, khóa chân sau khi vật ngã và đè lên người đối phương. Để bảo vệ mức độ an toàn, khi luyện tập các tư thế này hoặc khi thi đấu tranh giải, các môn sinh phải mặc đồng phục theo quy định.
- Kỹ thuật Thực Chiến ứng dụng cho trường hợp các giải đấu đô vật tổng hợp, bao gồm các thế lách né, chụp bắt và vật ngã đối phương. Do tình huống khác biệt giữa lý thuyết luyện tập và khi lâm trận trên võ đài ở những trận đấu đô vật tổng hợp hoặc đấu võ tự do, các tuyển thủ ứng dụng "kỹ thuật thực chiến" của Nhu thuật Brasil không cần câu nệ hình thức bài bản theo các động tác thứ tự hoặc được phỏng đoán.
- Kỹ thuật Phòng Thủ là những thế gạt, đỡ hoặc tránh né các đòn tấn công của đối phương và không cần ra chiêu phản công. Về chi tiết, những "kỹ thuật tự vệ" của Nhu thuật Brasil cũng dựa trên ý niệm "tận dụng tất cả sở trường võ học để tự vệ" và có nhiều nét tương cận với thế phòng thủ của Judo.

Một trận đấu Nhu thuật thì dù cho tuyển thủ có ra chiêu quật ngã đối phương bằng cường độ thật mạnh hoặc tư thế đẹp mắt cũng không được tính điểm thắng cuộc như phương thức "Ippon" như môn Judo. Môn Nhu thuật còn cho phép nắm, kéo đối phương. Sau khi vật ngã đối phương và dùng các thế khoá chân tay để tính điểm, các tuyển thủ cũng không cần phải chờ đợi qua thời gian quy định để buông đối phương ra và chờ đấu tiếp ở tư thế cả hai cùng đứng dậy, vì vậy diễn tiến của một trận đấu Nhu thuật thường trong tình huống của những ngón đòn khóa ở tư thế nằm.

## Hệ thống đai và hạng cân
Môn võ này cũng dựa vào màu đai của đồng phục để phân biệt trình độ của môn sinh từ thấp đến cao theo thứ tự:
- Đai trắng
- Đai xanh
- Đai tím
- Đai nâu
- Đai đen
- Người mang đai đen sau khi trải qua 31 năm sẽ được thăng lên đai đỏ

Căn cứ vào trọng lượng của tuyển thủ để phân ra các đẳng cấp cho những trận đấu, gồm có: 
- Đẳng cấp Galo: từ 54 kg trở xuống
- Đẳng cấp Pluma: từ 55 kg đến 60 kg
- Đẳng cấp Pena: từ 61 kg đến 66 kg
- Đẳng cấp Leve: từ 67 kg đến 72 kg
- Đẳng cấp Medio: từ 73 kg đến 78 kg
- Đẳng cấp Medio-Pesado: từ 79 kg đến 84 kg
- Đẳng cấp Pesado: từ 85 kg đến 90 kg
- Đẳng cấp Super-Pesado: từ 91 kg đến 96 kg
- Đẳng cấp Pesadissimo: từ 97 kg trở lên
- Đẳng cấp Absoluto: không phân biệt trọng lượng.

Hơn nữa, các trận đấu còn hạn chế thời gian tùy theo trình độ của màu đai: đai trắng 5 phút, đai xanh 6 phút, đai tím 7 phút, đai nâu 8 phút, đai đen 10 phút.

## Phát triển
Sau khi trở thành một phong trào thu hút nhiều môn sinh luyện tập tại Brasil từ cuối thập niên 1920, môn Nhu thuật Brasil được chính thức ra mắt khán giả thế giới vào ngày 23/11/1993 qua giải đấu đô vật tổng hợp "Ultimate Fighting Championship" (UFC) thuộc dạng thức số 1, tức thể loại "UFC1: The Beginning", kèm theo luật nghiêm cấm ba hình thức: tấn công vào mắt, cắn và dùng vũ khí bằng kim loại, được tổ chức tại thành phố Denver thuộc tiểu bang Colorado, Hoa Kỳ.
Hiện nay, các giải đấu chủ yếu mang tính cách quốc tế của môn Nhu thuật Brasil gồm có:
- Giải Nhu thuật Thế giới (World Jiu-Jitsu Championship): do IBJJF tổ chức và thường được gọi tắt là "Mundial".
- Giải Kỹ Năng Nhu thuật Thế giới (Mundial De Jiu-Jitsu Esportivo): do Liên Đoàn Kỹ Năng Nhu thuật Brasil (CBJJE: Confederacao Brasileira De Jiu-Jitsu Esportivo) tổ chức và cũng thường được gọi tắt là "Mundial". Từ năm 2007, giải đấu này mới bắt đầu được tổ chức với tính cách của một giải thế giới.
- Giải Nhu thuật Gracie Thế giới (The Gracie Jiu-Jitsu World Cup): do Liên Đoàn Nhu thuật Gracie Quốc tế (IGJJF: International Gracie Jiu-Jitsu Federation) tổ chức lần đầu tiên vào năm 2003. Khác với các giải đấu mang tính cách thi đấu thể thao như "Mundial" hoặc "Copa Do Mundo De Jiu-Jitsu Olimpico".
- Cúp Thế giới Olympic Nhu thuật (Copa Do Mundo De Jiu-Jitsu Olimpico): do Liên Đoàn Nhu thuật Brasil Olympic (CBJJO: Confederacão Brasileira Jiu-Jitsu Olimpico) tổ chức lần đầu tiên vào năm 1996, thường được gọi tắt là "Copa".